# عادل جدوع
عادل جدوع ، لاعب كرة قدم قطري.
و قد كان يلعب مع منتخب قطر لكرة القدم.

## كأس الخليج 2002
و قد سجل هدف في مرمى منتخب البحرين لكرة القدم.
```
كان يلعب في نادي السد مع شقيقه وظلم كروي حتى اهمل الرياضة وأصبح يلعب لنادي الغرافة الاتحاد سابقا
```